# Rancho Ingenieros
Rancho Ingenieros är en ort i Mexiko.   Den ligger i kommunen Mexicali och delstaten Baja California, i den nordvästra delen av landet, 2 100 km nordväst om huvudstaden Mexico City. Rancho Ingenieros ligger 23 meter över havet och antalet invånare är 109.
Terrängen runt Rancho Ingenieros är mycket platt. Runt Rancho Ingenieros är det glesbefolkat, med 19 invånare per kvadratkilometer. Närmaste större samhälle är San Luis Río Colorado, 15,0 km sydost om Rancho Ingenieros. Trakten runt Rancho Ingenieros består till största delen av jordbruksmark.